# Ditrema jordani
Ditrema jordani és una espècie de peix pertanyent a la família dels embiotòcids.

## Descripció
- Pot arribar a fer 20,8 cm de llargària màxima.
- Cos de color vermell rogenc.
- Té una tènue línia longitudinal fosca al llarg de la base de l'aleta anal.
- 9-10 espines i 19-22 radis tous a l'aleta dorsal i 25-29 radis tous a l'anal.
- 35-40 vèrtebres.
- 20-24 escates per sota de la línia lateral.[4][5]

## Hàbitat
És un peix marí, demersal i de clima subtropical, el qual viu a les costes rocalloses entre Sargassum.

## Distribució geogràfica
Es troba al Pacífic nord-occidental: el Japó.

## Observacions
És inofensiu per als humans.